# NGC 7305
NGC 7305 (другие обозначения — PGC 69091, MCG 2-57-3, ZWG 429.7, NPM1G +11.0539) — галактика в созвездии Пегас.
Этот объект входит в число перечисленных в оригинальной редакции «Нового общего каталога».